# Halid Šabanović
Halid Šabanović (Sarajevo, 22 agosto 1999) è un calciatore bosniaco, difensore dell'Angers.

## Carriera

### Club
Cresciuto nel settore giovanile dello Sarajevo, debutta in prima squadra il 3 marzo 2018 in occasione dell'incontro di Premijer Liga vinto per 1-2 contro il Krupa. Nell'arco di cinque stagioni, intervallate da mezza stagione in prestito al Mladost D. Kakanj (con cui gioca 11 partite nella massima divisione bosniaca) vince due campionati ed una coppa nazionale, collezionando complessivamente 61 presenze e due reti nella massima divisione bosniaca; in parallelo gioca anche varie partite nei turni preliminari delle varie coppe europee: più nello specifico, gioca una partita nei preliminari di Champions League, una in quelli di Europa League e due in quelli di Conference League.
Il 29 giugno 2022 viene acquistato dall'Angers, club della massima divisione francese, firmando un contratto triennale.

### Nazionale
Ha giocato nelle nazionali giovanili bosniache Under-19 ed Under-21.

## Statistiche

### Presenze e reti nei club
Statistiche aggiornate al 7 dicembre 2024.
| Stagione        | Squadra           | Campionato      | Campionato | Campionato | Coppe nazionali | Coppe nazionali | Coppe nazionali | Coppe continentali | Coppe continentali | Coppe continentali | Altre coppe | Altre coppe | Altre coppe | Totale | Totale |
| Stagione        | Squadra           | Comp            | Pres       | Reti       | Comp            | Pres            | Reti            | Comp               | Pres               | Reti               | Comp        | Pres        | Reti        | Pres   | Reti   |
| --------------- | ----------------- | --------------- | ---------- | ---------- | --------------- | --------------- | --------------- | ------------------ | ------------------ | ------------------ | ----------- | ----------- | ----------- | ------ | ------ |
| 2017-2018       | Sarajevo          | PL              | 9          | 0          | CB              | -               | -               | UEL                | -                  | -                  | -           | -           | -           | 9      | 0      |
| 2018-2019       | Sarajevo          | PL              | 14         | 1          | CB              | 2               | 0               | UEL                | 1                  | 0                  | -           | -           | -           | 17     | 1      |
| 2019-2020       | Sarajevo          | PL              | 13         | 0          | CB              | 2               | 1               | UCL+UEL            | 1+0                | 0+0                | -           | -           | -           | 16     | 1      |
| 2020-feb. 2021  | Sarajevo          | PL              | 0          | 0          | CB              | 0               | 0               | UCL+UEL            | 0+0                | 0+0                | -           | -           | -           | 0      | 0      |
| feb.-giu. 2021  | Mladost D. Kakanj | PL              | 11         | 0          | CB              | -               | -               | -                  | -                  | -                  | -           | -           | -           | 11     | 0      |
| 2021-2022       | Sarajevo          | PL              | 25         | 1          | CB              | 5               | 1               | UECL               | 2                  | 0                  | -           | -           | -           | 32     | 2      |
| Totale Sarajevo | Totale Sarajevo   | Totale Sarajevo | 61         | 2          |                 | 9               | 2               |                    | 4                  | 0                  |             | -           | -           | 74     | 4      |
| 2022-2023       | Angers            | L1              | 15         | 2          | CF              | 2               | 0               | -                  | -                  | -                  | -           | -           | -           | 17     | 2      |
| 2023-gen. 2024  | Angers            | L2              | 0          | 0          | CF              | 2               | 0               | -                  | -                  | -                  | -           | -           | -           | 2      | 0      |
| Totale Angers   | Totale Angers     | Totale Angers   | 15         | 2          |                 | 4               | 0               |                    | -                  | -                  |             | -           | -           | 19     | 2      |
| gen.-giu. 2024  | Valenciennes      | L2              | 4          | 0          | CF              | -               | -               | -                  | -                  | -                  |             | -           | -           | 4      | 0      |
| 2024-2025       | Angers 2          | N3              | 1          | 0          | -               | -               | -               | -                  | -                  | -                  | -           | -           | -           | 1      | 0      |
| Totale carriera | Totale carriera   | Totale carriera | 92         | 4          |                 | 13              | 2               |                    | 4                  | 0                  |             | -           | -           | 109    | 6      |

## Palmarès

### Club

#### Competizioni nazionali
- Coppa di Bosnia ed Erzegovina: 1

Sarajevo: 2018-2019
- Campionato bosniaco: 2

Sarajevo: 2018-2019, 2019-2020